# Martín Landajo
Martín Landajo (n. en Buenos Aires el 14 de junio de 1988) es un jugador de rugby argentino que se desempeña en la posición de medioscrum.  Tuvo una gran presencia en el seleccionado nacional, sumando un total de 84 caps para Los Pumas.
En la actualidad forma parte del US Carcassonne, equipo que disputa la Nationale 1. 
Desde 2008, juega con la Selección de rugby de Argentina. Fue parte del equipo argentino que compitió en el Rugby Championship 2012, 2013, 2014 y 2015. 
Fue seleccionado para jugar la Copa del Mundo de Rugby de 2015. En el segundo partido de la fase de grupos contra  Georgia, que terminó con victoria argentina 54-9, Martín anotó un try.
Después del mundial 2015, Martín firmó contrato para jugar en Jaguares, en la liga del Super Rugby, hasta 2019.